# ماريانو إيشيفيريا
ماريانو إيشيفيريا (بالإسبانية: Mariano Echeverría)‏ هو لاعب كرة قدم أرجنتيني، ولد في 27 مايو 1981 في مار دل بلاتا في الأرجنتين. شارك مع منتخب الأرجنتين لكرة القدم. أما مع النوادي، فقد لعب مع أرسنال ساراندي وبوكا جونيورز وتشاكاريتا جيونيورز وتيغري.

## وصلات خارجية
- ماريانو إيشيفيريا على موقع إي إس بي إن إف سي (الإنجليزية)
- ماريانو إيشيفيريا على موقع قاعدة بيانات كرة القدم.إي يو (الإنجليزية)
- ماريانو إيشيفيريا على موقع ناشيونال فوتبول تيمز (الإنجليزية)
- ماريانو إيشيفيريا على موقع Soccerway.com (الإنجليزية)